# Enkaustik
Enkaustik (af gr. ἔγκαυσις, enkauston = "indbrændt") om voksmaleri.
Der er flere definitioner af enkaustik
- At enkaustere betyder at imprægnere, anvendende varme og voks, som man gjorde i antikken når man lagde ny voks i skrivetavler, eller når man på billedhuggerværkstederne opvarmede marmor for at give stenen det første lag af voks.

- Enkaustik dækker også over en malemetode, hvor der anvendes varme, og hvor voks anvendes som bindemiddel for pigmenter og olie eller harpiks. De mest kendte eksempler på antik enkaustik er de ægyptiske mumieportrætter.

Der er kastet nyt lys over de bemærkelsesværdige mumieportrætter, der er fundet i Fayyum. Allerede langt tilbage i tiden har man forsøgt at rekonstruere fortidens voksmalerier, dels af historisk interesse, dels for at frembringe en ny, brugbar teknik. i 18. århundrede arbejdede Caylus og andre med undersøgelser over voksmaleri, og i 19. århundrede mente bl.a. Jacques-Nicolas Paillot de Montabert at have fundet et praktisk voks-bindemiddel (Traité complet de la peinture [1829—30]). I Tyskland, hvor professor Jakob Wilhelm Roux i Heidelberg i 1820'erne tog spørgsmålet om voksmaleri op til undersøgelse, praktiserede man ved fremstillingen af malerierne i Königsbau i München 1833 en art voksmaleri (et bindemiddel, der bestod af dammaraharpiks, terpentinolie og voks). Til vægmalerierne i hohenstaufersalen i Münchens Neue Residenz brugte man en fremgangsmåde, der var opfundet af maleren Franz Xavier Fernbach (1793—1851) (bindemidlet bestod af opløsninger af harpiks fortyndet med terpentinolie).
Andre forsøg ved Eichhorn og ved A. Müller i Düsseldorf, særlig den sidstes metode, er blevet anvendt en del i praksis; Carl Rottmann brugte en art voksmaleri til sine græske landskaber i Münchens Ny Pinakotek, Friedrich Preller den ældre ligeså til Odyssé-Landskaberne i Weimar-Museet. I England blev nogle af Armitages vægbilleder i University Hall udført med en blanding af voks og terpentin. Når man i nyere tid ret ofte har forsøgt sig i voksmaleri (der har tilbøjelighed til at eftermørkne) ved udførelsen af større vægmalerier, har det gerne været for at komme uden om den vanskelige freskoteknik og for at opnå en rigere kolorit.
De antikke teknikker enkaustik og ganosis blev genstand for mange diskussioner og forsøg efter udgravningerne af Pompeji og Herculaneum, hvor man fandt antikke vægmalerier malet eller overfladebehandlet med voks. Herefter optog flere kunstnere ideen op og begyndte at arbejde med voks som bindemiddel, blandt andre Georg Treus assistent Ludwig Otto, som rekonstruere bemalingen af antik skulptur, der kan også nævnes den berømte franske kunstner Jean-Leon Gerome (1824-1904) og den amerikanske kunstner Jasper Johns (1930-).

## Enkaustik i Antikken
Ordet “cera/cerae” (voks) var i antikken synonymt med, ikke kun enkaustik, men også med maleri/maling/farver og voksportrætter). Det engelske ord “sincere” kommer fra Latin “sine cere” og betyder uden voks, i de antikke romerske tider anvendtes voks til at reparere marmorskulpturer og “sine cere” betød altså uden voksreparation.

### Antikke skriftlige kilder om enkaustik
Voks blev anvendt til bemaling af skibe, vogne, templer, skulptur og til flademaleri. Antikke forfattere har skrevet om enkaustik, især Plinius den ældre, men andre har omtalt emnet, også en del antikke inskriptioner har behandlet det.

#### Antikke forfattere om enkaustik
Plinius den ældre. Gaius Plinius Secundus var romersk statsborger og levede fra 23 - 79 e.Kr. Han var i militær-administrationen og rejste en del. Han var så stærkt interesseret i sin omverden, at han døde af det, fordi han ville undersøge det vulkanudbrud fra Vesuv, der forårsagede at Pompeji og Herculanum blev begravet i aske i 79 e.Kr. Hans eneste overleverede værk er Naturalis Historia (NH) i 37 bind. I det er mange oplysninger om antikken overleveret.
Plinius skriver i NH 35.39: “Vi ved ikke med sikkerhed, hvem der først opfandt kunsten at male med voksfarver og indbrænde maleriet. Nogle mener at det blev opfundet af Aristeides og perfektioneret af Praxiteles, men enkaustiske malerier har eksisteret tidligere, for eksempel, af Polygnotos og af Nikador og Mnasilaaos fra Paros. Elasippos af Aigina skrev også på en af hans malerier è𝑣é𝑘𝑎𝑒𝑣, indbrændt.” Jex-Blake skriver i note hertil, at Praxiteles anvender enkaustik til circumlitio af hans statuer.
Plinius, i NH 35.51: “…Fra de tidligste tider har der eksisteret to metoder af enkaustisk maleri - en med voks, den anden på elfenben - ved hjælp af et cestrum eller spidst redskab….”
Plinius skriver i NH 35.10, at kejser Augustus lod et billede indsætte i væggen på Curien på Forum Romanum, som forestillede en Nemea siddende på en løve og bærende en palme i hånden, tæt ved hende er en gammel mand, der står med en stav, oven over hans hoved hænger et billede af en vogn med to heste. Nicias har på dette billede skrevet, at han har udført det i enkaustik, è𝑣é𝑘𝑎𝑒𝑣.
Dette billede beskrives senere i NH 35.40: “Antidotus selv var mere omhyggelig end frodig, og alvorlig i hans brug af farver; hans hovedudmærkelse var at være lærer for Atheneren Nicias, som var en yderst omhyggelig maler af kvindeportrætter. Nicias var en striks fortolker af lys og skygge, og gjorde sig stor umage for at få sine malerier til stå ud fra baggrunden. Hans værker er: en Nemea, bragt til Rom fra Asien af Silanus og deponeret i senatsbygningen som tidligere nævnt….”. I samme afsnit får vi at vide, at det er denne samme Nicias som bemalede den berømte billedhugger Praxiteles marmorskulpturer, “… Det er denne Nicias over hvem Praxiteles plejede at sige, når han blev spurgt, hvilke af hans marmorværker han satte højst ‘Dem som Nicias har sat sin hånd på’ - så meget værdig tilskrev han bemalingen af hans overflader”. Jex-Blake skriver dog, at han kun malede attributerne, men i den latinske tekst står der circumlitioni.
I NH 35.40 skriver Plinius: “det er også noteret, at Pamphilius, Apelles' lærer, ikke kun malede enkaustissk men også lærte det til Pausias af Sicyon…. dette kapitel fylder 20 sider og beskriver formodentlig arbejder udført i enkaustik. Han beskriver, hvorledes Pausias, bliver drillet med sin langsomme enkaustiske metode, hvorefter han, for at tilbagevise dette, maler et billede af en dreng på én dag. Pausias malede hovedsageligt miniaturebilleder af børn, men også kassettelofter. Han lavede blomster i enkaustik (det er noget usikkert, om han malede blomster, modellerede dem eller lavede voksfarver i blomsternes toner, det er oversat forskelligt). Pausias malede dog også store billeder, blandt andet et forestillende ofringen af en sort okse, og her står noget om den enkaustiske maleteknik: “I dette maleri opfandt han forskellige forbedringer, som mange kunstnere senere har imiteret, men ingen med samme succes. Skønt det i billedet især var hans ønske at give et indtryk af oksens længde, så malede han den i frontal, ikke set fra siden, men stadigvæk forstår man helt dyrets store dimensioner. Og derudover, hvor alle andre malere giver hvid farve til de dele, som de ønsker skal være fremtrædende, og sort farve til de områder, der skal være i baggrunden, så malede han alle dele af oksen med sort farve, og viste kroppens dimensioner ved at materialet selv kaster skygge, der hvor skyggen skal være; således udvisende en vidunderlig grad af evner i at lave relief på en pels malet med en enkel farve, formidlende et indtryk af ensartet masse på en opbrudt grund.”
I NH 35.64 skriver Plinius om enkaustiske vægge i badene: “…Agrippa bestilte lertøjsvæggene til at blive enkaustisk bemalet i de varme bade i termerne, som han var ved at bygge i Rom..”, men i NH 35.31, at enkaustik ikke kan anvendes til vægge.
Plinius om skibsmaling:
“… Da det blev moderne at male krigsskibe, en tredje metode blev introduceret, af voks smeltet ved ild og anvendende en børste. Maling påført skibe på denne måde kan ikke ødelægges hverken af solen, saltet eller vinden.” forlyder det i NH 35.51.
Og i NH 35.31: “Af alle de farver som elsker det hvide lers tørre overflade, og nægter at blive påført en fugtig gips, er purpur, indigo, blå, melian, orpiment, appian (persillegrøn) og ceruse. Voks farves med disse samme farver til enkaustisk maleri, en arbejdsgang som ikke kan anvendes til vægge men er almindelig til flådens skibe, og bestemt nu om dage også til handelsskibe, siden af vi endog dekorerer fartøjer med maleri, så behøver ingen at blive overrasket over, at selv tømmer til begravelsesbål er bemalede; og at vi, som gladiatorer der går i kamp, i pragt rider ind på dødens scene eller i hvert fald til blodbad.” 
Plinius beretter i NH 16.23, at grækerne anvendte en blanding af beg og voks, som de kaldte zopissa, som blev skrabet af bunden af havgående skibe. Denne blanding har vist sig mere effektiv til alle de formål i hvilke beg og voks anvendes, da den får en større hårdhed, hvilket skyldes effekten af saltvandet. NH 24.26 nævner zopissa er beg bearbejdet med saltvand og voks, som er skrabet af bunden af skibe, den bedste, er den taget fra både, der har været på havet for første gang.
Praxiteles var en af antikkens berømte billedhuggere, han arbejdede især i marmor. Vi får at vide at Nicias bemalede Praxiteles skulpturer, at Nicias malede enkaustisk og at Praxiteles forbedrede den enkaustiske teknik. Det er nærliggende at antage, at Praxiteles’ marmorskulpturer var enkaustisk bemalede. Praxiteles og Nicias, er fra 300 - 400 f.Kr., den sene klassiske græske periode, hvor skulpturen begynder at blive mere naturalistisk, men stadig udviser interesse for individets følelser, karakter og alder, som i den tidlige klassiske periode. Nicias har skrevet på et af hans billeder “indbrændt”, og om dette billede, beretter Plinius, at Augustus skulle have fået det indsat i væggen af Curia på Forum Romanum. Det er ikke umuligt, at Plinius selv kan havde set det beskrevne billede. Senere beskrives Nicias' teknik, hans evne til at lave lys og skygge og at male i relief, således at hans figurer trådte frem fra overfladen.
Af andre enkaustiske malere nævnes at Apelles (Alexanders den Stores berømte maler, i første halvdel af det 4. årh. f.Kr.) malede enkaustisk og lærte Pausias teknikken . Plinius skriver ret meget om Pausias og nævner også nogle af hans tekniske fordele. Han omtaler et af hans malerier af en okse. Han skulle have været meget god til at skabe dybde i maleriet og ikke, som andre malere, gøre brug af hvid og sort, når de henholdsvis vil fremhæve eller lade noget være i baggrunden. Han malede hele oksen i sort, og viste kroppens proportioner ved at lade materialet selv skabe skyggerne. Han skabte således et ensartet hele, ved kun at male i en farve, også selv om grunden var ujævn, da der blev malet med reliefstruktur.
Plinius beskriver de redskaber, der anvendes til enkaustik: pensel, cestrum og cauterium. Cestrum menes at være en stylus, en metalgriffel, der i antikken blev anvendt til at skrive på vokstavler. Et cauterium, er et brændejern til at brændemærke køer eller til at lukke blødningen fra kar ved operationer. Dette sidste redskab nævnes dog kun et enkelt sted i Mayhoffs latinske udgave.
Enkaustik beskrives, som uegnet til vægge, dog beskrives lertøjsvægge i termerne. Til gengæld kunne vægge overfladebehandles eller lakeres med voks, ganosis, dette gælder specielt for vægge malede med cinnober, hvor punisk voks anvendtes for at beskytte cinnoberet mod at mørkne. Denne metode beskrives også til marmor, for som Plinius skriver at få det til at skinne, medens Vitruvius beretter om bygninger.
Den bedste voks er den, der er kendt som punisk voks, herefter beskrives de næstbedste fra Pondus, Kreta og Korsika. Honning og propolis nævnes i samme forbindelse. Det er nærliggende at tro, at den puniske voks er bivoks. Og da andre geografiske områder nævnes, at punisk voks simpelthen hedder således, fordi det stammer fra Kartago, hvor det folk levede, som romerne kaldte punere. Plinius beskriver ligeledes fremstilling af den puniske voks og dens hvidhed.
Voks blev blandet med forskellige farvestoffer og pigmenter for at illudere forskellige farvetoner og kunne således anvendes til at skabe lighed med (modellere/keroplastik eller male/enkaustik) eller talrige andre formål. Voks blev anvendt til støbning i gipsforme. Man lavede forme over levende ansigter og støbte med voks heri, og derefter lavede korrektioner for at gøre portrættet så livagtigt som muligt. Dette skulle først være anvendt af Lysistratos, broder til den berømte billedhugger Lysippos, født ca. 390 f.Kr. Før den tid var man kun interesseret i at gøre portrættet så kønt som muligt. Her ses igen en stærk relation mellem skulptur og voks. I det tidlige Rom, havde man også farvede portrætter modelleret i voks. De blev opbevaret i skabe eller nicher, hvor de kunne betragtes og hvor familiens træk kunne spores. De blev anvendt i familiens begravelsesoptog, således at alle anerne kunne være tilstede ved begivenheden.
Anakreon græsk digter 582 - 485 f.Kr. udfordrer den bedste maler fra Rhodos til at male hans elskede, “når voksen tillader det, så dufter der også af myrra” og senere “Ja, jeg ser dig livagtig, voks, du vil vel snart også tale.” tilskrevet Anakreon, vers 28.
Varro, romersk forfatter skriver i De Re Rustica, III, 17, 4: “Pausias malede med enkaustik”, "Pausias og de andre malere af den samme skole havde store æsker med inddelinger til opbevaring af voks i forskellige farve.”
Seneca den romerske tragedieforfatter ca. 4 f.Kr. - 65 e.Kr. skriver i Epistulae, 121, 5: “Maleren vælger med stor hastighed mellem sine farver, som han har foran sig i store mængder og forskellige toner, for trofast at portrættere livagtigheden af et motiv, og går frem og tilbage med øjnene og med hænderne mellem voks og billede” .
Statius, romersk digter, ca. 45 - 96 e.Kr. Statius skriver i Silvae I, 1, 100, til Domitian: “Apelles’ voksfarver var begærlige efter at fastholde dine træk”, og i Achilleid 1, 332-334: “Ligesom et maleri (cerae), som kunstnerens tommelfinger vil bringe til live, modtagende form efter ilden og hånden, sådan var billedet af gudinden da hun transformerede sin søn”.
Lucian fra Samosata, satiriker, assyrisk eller syrisk skrev på græsk, ca. 125-180 e.Kr. Ifølge Berger lader Lucian, det af malerne Apelles, Parrhasios og Polygnotos anvendte materiale, bestå af træplade, voks og farve.
Pollux, græsk sofist, født ca. 180 e.Kr i Ægypten beskriver i Onomastikon, VII, 126-129, anvendelsen af smeltet voks til maleri i hans 10 binds værk , han beskriver enkaustisk maleteknik, men det er vanskeligt at tolke.
Aetius, byzantinsk læge og forfatter, omkring 5 - 6 årh. CE. Wunderlich og Berger gengiver Aetius, som omtaler nødde- og mandelolies anvendelse til forgyldning og enkaustik, da denne tørrer og gør forgyldningen og det enkaustiske maleri hårdt og holdbart (; ).
Procopius, østromersk historieskriver, ca. 500 - 565 CE
Procopius bemærker i De Aedificiis, 1, 10, 15, at kejser Justinian ikke har enkaustisk loftsmaleri, men i stedet mosaikker. Han skriver om voksfarver og voksmaleri .

#### Antikke inskriptioner hvori voks nævnes
Der findes inskriptioner især fra templer og helligdomme, hvor voks nævnes. Det er oftest lister med inventar og betalinger og de tillægges høj kildekritisk værdi.
Nogle af disse er:
I bygningsinskription fra 407-408 BCE for byggeregnskab for Erechtheum i Athen, er der tydelige henvisninger til brugen af voks i arkitekturen, der er endda nævnt prisen, som arbejderen skulle have. I Inscriptiones Graeae I2 372 ff: “Die Enkausten, welche das Kymation des inneren Arc hitavs eingebrannt haben, 5 obolen den fuss: Dionysidor von Melita, Hetaclides von Oa soviel wie XXX Drachman, Summe für die enkausten XXX Dr.” (; ; . Andre steder, Inscriptiones Atticorum I 324, col I del 42 og II S. 242, beskrives bemaling af vægge og gesimser og “indbrænding” af døre. I Inscriptiones Graeae 13 476.25, Udgifter 7/408 – 6/407 BCE står: “For opførelsen af stillads til de enkaustiske malere til indersiden af loftet, til Manis indbygger i Kollytos: 1 drachma og 3 oboler.”
Inskription, Inscriptiones Graeae I, 324 a 21, 42, for byggeregnskab i Asklepios Tempel i Epidaurus, fra starten af 4. årh. BCE, afslører at enkaustik også var anvendt her og i Inscriptiones Graeae 421 no. 102 line 303, står: "Til Hektoridas, for en model af det enkautiske maleri af løvens hoved, 16 drachmaer og en 1/2 obol."
Regnskab på papyrus, Papyrus michigan.apis.1823, dateret til 3. årh. BCE, for maling af et hus i Philadelpheia, Fayum, Ægypten “af de enkaustiske malere ( έγκαυσταî ) Artemidoros and Demetrios." 
I en anden papyrus, British Museum, inventarnummer 2305, også fra Fayum i det 3 årh. f.Kr. fra en græsk bosættelse, er beskrevet anvendelsen af, udover træ, store mængder harpiks, voks, rød-kridt eller bly-rødt til skibsbygning i et der eksisterende skibsværft . Rostovtzeff, som var en førende russisk historiker med interesse for sociologi og økonomi, skriver “Man forstår af de mængder af voks, der anvendes i skibsbyggeriet, hvorfor biavl var så vigtigt i Ægypten” .
Gennem mere end 300 år har man lavet årlige inventarlister over værdifulde genstande i helligdomme på øen Delos på sten, de fleste 3. - 2. årh. f.Kr. med referencer til enkaustik. Homelle, 1890, s. 499 beskriver en inskriptionen, der omtaler enkaustik af en kultstatue af Afrodite i et lille tempel dedikeret af Stesileios på Delos , beskriver, at kosmesis var vedligeholdelse af værdsatte statuer på Delos i den hellenistiske periode, og at man hertil anvendte rengøringsmiddel, olie, voks, klude og rosenolie.
Inventarliste fra helligdomme i Athen, nævner flere enkaustiske objekter:
I Athenian Inventories ID 3. 1417: I Oikos nær Ekklesiasterion. “....doored pezikon in frame with encaustic, dedication of Timar(a)tos of Rhodes; another hippikon, with encaustic, dedication of Theoxenos of Leontini; another pezikon in frame, with encaustic where the inscription was illegible; another pezikon, with encaustic, dedication of Menelaus of Epirus; another gilded hippikon, with encaustic, dedication of King Ptolemy son of Lysimachos; another gilded pezikon, with gilded lightningbolt, dedication of Ptolemy son of King Ptolemy; shield in frame, uninscribed, with encaustic;" .
Antikke inskriptioner har en høj kildeværdi. Her opremses en del, der hovedsagelig er græske, men også en enkel romersk og to græske-ægyptiske papyrus. Disse to papyrus er begge fra Fayum, det samme sted som mange mumieportrætter kommer fra. Inskriptionerne varierer fra tempelinskriptioner, over inventarlister, til byggeregnskab. Flere af inskriptionerne er ikke dateret, men dem, der er, er fra starten af det 4. årh. BCE til det 2. årh. BCE. De fleste omhandler enkaustik af arkitektur, skulptur og maleri. En enkelt omhandler vedligehold af skulpturer, kosmesis, hvortil voks indgår.

## Den enkaustiske maleteknik
Det er enkelt at fremstille voksfarver. Voksen kan blandes med alle afprøvede farvestoffer og pigmenter. Teknikken kan anvendes på akvarelpapir, gips og marmor. Voksen kan applikeres med hårde og bløde pensler, og andre redskaber kan efterfølgende anvendes til at lave struktur, spor, mønstre eller fjerne materiale. Voksen kan både pålægges meget tyndt eller og meget tykt, endda med reliefvirkning. Voksfarverne kan være dækkende eller transparente. Man kan arbejde varmt i varmt og på den måde blande farverne, denne metode er dog ikke egnet til gips. Voksen kan efter applikation indbrændes, partielt eller totalt. Overfladen kan være mat eller skinnende. Den kan være helt jævn, emaljeagtig, hvilket kan opnås ved enten opvarmning og/eller polering. For at anvende den enkaustiske teknik på marmor kræves, at den først enkausteres. Denne erfaring er i overensstemmelse med de antikke beskrivelser, hvis en omskrivning og sammenholdning af tre specifikke steder af Plinius, Vitruvius og Plutarch er rigtig, nemlig den at marmorskulptur kunne blive enkausteret før bemaling. Hvis dette er tilfældet, så betyder det, at denne bemaling har været enkaustisk, da vandopløselige bindemidler ikke kan anvendes på enkausteret marmor. Alle andre anerkendte bindemidler fra antikken er vandopløselige.
Enkaustik kan være enkel at udføre, men er dog en teknik, som kræver en del erfaring. Det kan være vanskeligt, at lave fine detaljer, at finde det rette temperatur af voksen og at styre processen ved efterfølgende indbrænding i forhold til det udtryk, man ønsker. Poleringen er heller ikke helt enkel.

### Fremstilling af voksfarver
Hertil kan anvendes f.eks. bleget bivoks og pigmenter eller farvestoffer. Voksen smeltes og farverne iblandes. Det er muligt at fremstille både transparente og opake farver. man kan fremstille forskellige voksfarver, hælde dem i små forme og lade dem afkøle til senere brug eller man kan blande farverne samtidig med de anvendes. Voksen smelter ved 63- 65 grader celsius, det er derfor tilstrækkeligt at opvarme voksen ved et stearinlys, på et fyrfad, eller man kan anvende en varmeplade.
De fleste (måske alle) pigmenter og farvestoffer kan blandes med voks. Nogle pigmenter er dog lettere at fordele i voksen og farver dermed bedre, end andre. Ægyptisk blå og smalte er så tunge, at de bundfældes, så med disse er det bedst at fremstille små koncentrerede portioner, ellers farver de meget lidt.

### Redskaber
Til maling med voks kan anvendes grove og bløde pensler af varmestabile hår og spidse og bredere hårde redskaber af f.eks. metal, træ eller ben.

### Underlag
Som underlag kan blandt andet anvendes akvarelpapir, gips, marmor og træ. Der kan males på både to- og tredimentionelle underlag.

#### Voksteknik på akvarelpapir
Der kan opnås flere udtryk og effekter med den enkaustiske teknik, da voksen kan bearbejdes på mange måder. Den kan være transparent eller dækkende og således forårsage større eller mindre dybde. Voksen kan være mat eller poleres op til at blive meget blank.
Hvis man anvender en grov stiv pensel, kan der ses spor efter de enkelte hår i penslen, men voksen kan også blive helt glat. Om der er spor efter penslen, afhænger dels af om penslen er grov eller blød, den bløde efterlader ikke spor efter de enkelte hår af penslen, dels af hvor varm voksen er, hvis voksen er meget varm flyder den sammen og sporene efter de enkelte penselhår forsvinder. Den brede grove pensel er velegnet til bemaling af større områder, medens den fine og bløde er egnet til detaljer. Til detaljerne kan man ikke tøve for længe, da voksen så bliver køligere og vil ikke flyde så godt ud.
Det at voksen er glat, behøver ikke at betyde, at den enten er påført med blød pensel eller at voksen har været meget varm ved påførelsen. Der kan være benyttet en glatteteknik, hvor den bemalede voks efterfølgende er glattet, f.eks. anvendende en metalspatel. Voksoverfladen kan blive helt glat ved en polering eller ved at lægge en meget varm voks hurtigt på med en bred pensel.
Voksen er yderst anvendelig til at pålægge pastost. Der kan lægges mange lag ovenpå hinanden eller ét tykt lag på en gang. Der kan opnås en reliefvirkning, som f.eks. ved at dryppe voksen på. Det er muligt ligefrem at modellere former op af fladen, da voksen jo også er et modelleringsmateriale.
Efter at voksen er påført, kan den efterbehandles på forskellig måde, med forskellige hårde redskaber. Materiale kan flyttes eller fjernes på denne måde og således skabe forskellige strukturer og skraveringer. Skabeloner kan anvendes til at præge mønstre i voksen med.
Efter at voksen er blevet påført underlaget kan den genopvarmes, “indbrændes”, dette kan ske ved enten at tilføre varmen fra neden eller fra oven. På denne måde trænger voksen ned i papiret og der bliver kun et tyndt farvet lag tilbage og det giver et tørt udtryk.
På en først “indbrændt” grund, kan der pålægges en “kold” voksfarve (man lader voksen afkøle lidt før applikation), dette giver en lidt klumpet uregelmæssig overflade.
Smelteteknik. Denne teknik er velegnet til at opnå en farvesammenblanding uden skarpe overgange, men er ikke egnet til finere detaljer, da de vil flyde ud. De finere detaljer kan lægges på senere, efter afkøling.
Mange af de her nævnte teknikker kan kombineres på forskellige måder.

#### Voksteknik på gips
Det er muligt at male med voks på gips, men dette kræver til det første lag voks, at gipsen varmes op, en enkaustering. Her er det vigtigt, at temperaturen er rigtigt. Hvis gipsen er for kold, flyder voksen ikke, hvis den er for varm, trænger den for dybt ned i gipsen, hvorved gipsen ændrer farve, bliver grålig og dens styrke svækkes. Det er ret vanskeligt, at lave fine tynde penselstrøg, for at det skal lykkes, skal voksen skal være meget varm, og så man må ikke tøve for længe med sin pensel, som selvfølgelig skal være fin. Når voksen er afkølet, kan der ske en efterfølgende polering f.eks. for at få et fugtigt og blankt udtryk. men voksen kan således være transparent eller dækkende, forårsage større eller mindre dybde. Den kan være mat eller poleres op til at være meget blank.

#### Voksteknik på marmor
Det er muligt at anvende den enkaustiske teknik på marmor, men det kræver, som ved gipsen, at marmoret først varmes op, inden applikation af det første lag voks, herefter er det ikke nødvendigt. Marmoret skal altså enkausteres før efterfølgende bemaling er mulig. Marmoret holder relativt længe på varmen og der er ikke problemer med at voksen misfarver og ødelægger materialet ved for høj temperatur, således som det er tilfældet ved gipsen. Marmoret får en “blød” og glat overflade ved enkausteringen. Når der males på den varme marmor, kan farverne blandes varmt i varmt, derved kan fås en fin nuancering uden overgange, men til finere detaljer er opvarmning af marmoret ikke egnet, da detaljerne flyder ud og bliver uskarpe. Overfladen kan blive helt glat uden værktøjsspor som lignende emalje.
Ved en enkaustik på sten, er det vigtigt, at stenen er helt tør før pålægning og det er ligeledes vigtigt med en god opvarmning, så voksen trænger ned i overfladen, hvorved bindingen mellem sten og voks bliver så god som mulig. Dermed hæmmes afskalning, f.eks. ved temperatursvingninger, hvor voks og sten ikke arbejder på samme måde. Ulemper ved voks er, at det smelter ved varme og ved kulde bliver det sprødt. Voks er også følsom for mekanisk slid. Voksoverfladen synes at ændre sig svagt, når voksen ligger ubeskyttet hen. Overfladen bliver en anelse mørkere og lidt mere hård og skinnende, men det vides ikke om dette skyldes udsættelsen for luft, lys eller fugtighed eller en kombination af flere af disse forhold.

## Diskussion af enkaustiske teknikker i forhold til de antikke kilders beskrivelse
Det er vigtigt at marmoret enkausteres godt før bemaling med voks er mulig. Dette stemmer godt overens med den teori, om at marmorskulptur i antikken kan have været behandlet med voks før bemalingen, altså en enkaustering. Hvis denne teori er rigtigt, så er det sandsynliggjort at antik polykromi på marmorskulptur kunne være enkaustisk. Da det ikke er muligt at male på en enkausteret marmor med andet end netop voks. Det er ikke muligt at male med vandopløselige bindemidler, såsom lim, gummi og æg på voks, da voks er vandskyende. Olie kan udover voks eventuelt være en mulighed, og netop olie beskrives som iblandet voks, men olie er endnu ikke materiale, der er anerkendt som et i antikken anvendt i bindemiddel. Faktisk så stemmer Plinius og Vitruvius beskrivelse af ganosis til cinnober bemalede vægge, godt men en enkaustering, der beskrives at den varme voks pensles på overfladen og der beskrives hvordan varme anvendes til at få voksen integreret i overfladen. Ganosis kan således have været et andet udtryk for en enkaustering af en bemalet væg og/eller et andet udtryk for enkaustering af marmorskulptur, sandsynligvis før en bemaling og muligvis også efter en bemaling. Enkaustering kan således anvendes til både ganosis og enkaustik.
Man kan forestille sig, at man i billedhuggerværkstedet langsomt opvarmede den færdige marmorskulptur, så alt fugt fordampede, derpå påførte man smeltet voks med børster og lod det trænge godt ind i overfladen. Dette arbejde blev udført af enkausterere. En indfarvet eller en tonet voks, kan have været anvendt, hvis man ønskede at skabe en grundfarve. Der kan muligvis også havde været anvendt forskellige farve og transparens på skulpturens forskellige områder, som hud og klæder. Tykkelsen af vokslaget kan også have varieret. Således var skulpturen efter afkøling klar til yderligere bemaling med pensel og smeltet voks og bearbejdning af voksen med hårde redskaber, dette arbejde blev sandsynligvis udført af malere. Til dette arbejde kan bløde pensler være anvendt, til de fine detaljer kunne fine bløde pensler anvendes. Hårde redskaber blev anvendt til at tegne med i voksen med, skabe strukturer eller mønstre og lave reliefstruktur, de hårde redskaber kunne være spidse, konkave eller flade. Når voksen så igen var kold, kunne denne poleres, helt eller delvist, for at få glatte og/eller blanke overflader. Hvis skulpturen ikke skulle overfladebehandles eller på anden måde dekoreres f.eks. med guld, var den færdig, og kunne eventuelt placeres udendørs.
Hvis den enkaustiske teknik fra starten har været en slags enkaustering, så giver Plinius omdiskuterede afsnit (NH 35.51) meget bedre mening. Sætningen (NH 35.51) “Fra de tidligste tider, var der to metoder af enkaustisk maleri med voks og på elfenben med cestrum” giver ikke umiddelbart mening. Hvis “metoder” erstattes med “materialer”, “på” erstattes af “med” og “med” med “som”, så bliver elfenben et materiale, man maler med i form af et hårdt redskab, i stedet for på, så ville sætningen kunne omskrives til: “Fra de tidligste tider, var to materialer anvendt til enkaustik, voks og elfenben i form af et cestrum”. Hvis elfenben kan have været det, man maler med, behøver det ikke at udelukke, at også elfenben har været bemalet med voks. Da sætningen, hvis man bibeholder “metoder” og “på”, kan forstås således “Fra de tidligste tider, anvendtes to metoder til enkaustik på elfenben indbrænding med voks og anvendelse af cestrum”. Hvis disse to omskrivninger sammenholdes, kan sætningen forstås således: Fra de tidligste tider, var to materialer/metoder anvendt til enkaustik, voks, der blev indbrændt (enkausteret eller opvarmet), og cestrum, der blev anvendt til efterfølgende bearbejdning af voksen, elfenben kan være både, det der males på eller med. Man har undret sig over, hvorledes det er muligt at male med voks med en spids skraber, men det giver rigtig god mening, hvis man forestiller sig, at man enkausterer et tykt lag indfarvet voks på sit underlag, f.eks. marmor, træ eller elfenben, og så anvender man sit hårde elfenbensredskab til at tegne, lave mønstre eller struktur med. Det er på denne måde muligt at lave den reliefstruktur, som Plinius (NH 35.40) netop fremhæver som en fordel ved enkaustik. Fortsættelsen af afsnit NH 35.51 giver således også bedre mening nemlig: Senere da man begyndte at male krigsskibe, anvendtes et tredje materiale/metode nemlig børster/hår, man smeltede voksen og påførte den med børste/pensel og her var underlaget altså træ. Afsnittet kan tolkes således, at tidligt i antikken enkausterede/indbrændte man kun og anvendte et hårdt redskab, senere, dengang da man begyndte at male krigsskibe, anvendte man udover dette også pensel til at påføre voksen med. Hvilket stemmer overens, med den måde den enkaustiske teknik er vist, at kunne udføres på. Muligvis har underlaget i de tidligste tider kun været på elfenben, og man har så senere også anvendt andre materialer som underlag.
Hvis det forhold, at oprindelig enkaustik var en indbrænding af voks/enkaustering, hvilket er logisk og ligefremt, er rigtig, så forklarer det også, hvorfor Plinius netop fremhæver den enkaustiske malemetode og ikke andre. Det er fordi, teknikken oprindeligt ikke var en malemetode, men snarere en slags bearbejdning af en blød voksoverflade med et hårdt redskab. Altså snarere en form for tegning og/eller modellering, altså en slags keroplastik. Dermed er der her en forbindelse mellem enkaustik og keroplastik.
At enkaustere betyder at gennemtrænge med voks eller imprægnere med voks. Så ganosis er måske et andet udtryk for at enkaustere med en voks uden tilsatte pigmenter eller farvestoffer, og enkaustik oprindeligt betød en indfarvet voks, der blev indbrændt (tilføjet varme og smeltet), så disse ord kan meget vel have været udtryk for stort set det samme blot uden eller med farve. Den enkaustiske teknik blev så senere udvidet til også at omfatte bemaling med smeltet indfarvet voks. Enkaustering/ganosis er således en slags grundering for voksbemaling på marmor. Hvis ganosis svarer til det enkaustere, så kan ganosis på marmor være både en grundering og en overfladebehandling.
Desværre er der ikke mange overleverede malerier fra antikken ud over de ægyptiske mumieportrætter. Flademaleri blev kaldt tavlemaleri. Man mener, at tavlerne for det meste var af træ, men muligvis kan de også havde været af andet materiale som elfenben, marmor eller skifer. Tavler overtrækket med voks, anvendtes også til at skrive på med cestrum/stylus. Ordet enkaustik betyder, udover det at fremstille enkaustisk maleri, kunsten at overtrække skrivetavler med smeltet voks. Det er nærliggende at tænke sig, at man også har anvendt disse vokstavler til at tegne på. Farvet voks og harpiks har været anvendt til tavlerne. Skrivetavlerne var oftest af træ, men kunne også være af elfenben. Herfra er der således ikke langt til tidlig enkaustisk tavlemaleri. Den indfarvede voks kan være hældt over tavlen i smeltet form, eller den kan være pålagt tavlen i kold form, enten modelleret i en tilsigtet form med hænderne eller skåret i form og nedlagt i tavlen som en slags mosaik. Derefter er voksen blevet opvarmet (indbrændt) og de enkelte kolde voksstykker er smeltet sammen. Når denne overflade er afkølet, har den kunnet bearbejdes med hårde redskaber og man har kunnet lave den reliefstruktur, som Plinius fremhæver, som en af den enkaustiske tekniks store fordele. Det er ikke usandsynligt, at også Apelles, antikkens mest berømte maler, malede enkaustisk. Plinius (NH 35.40) går meget tæt på dette emne, dog uden at skrive det direkte, men han skriver at Apelles´ læremester malede enkaustisk. I følge Berger skriver Lucian og Stratius (Silvae I, 1,100), at Apelles anvendte voksfarver.